# Funktionsmeistersystem
Das Funktionsmeistersystem geht auf den amerikanischen Ingenieur und Begründer des Scientific Management Frederick Winslow Taylor zurück. In diesem Leitungssystem manifestiert sich die Trennung von Hand- und Kopfarbeit. Anstelle eines Universalmeisters gibt es mehrere spezialisierte Funktionsmeister, die den Arbeitern jeweils auf ihrem Spezialgebiet Weisungen erteilen, was zu einer Mehrfachunterstellung der Arbeiter führt.
Das idealtypische Konzept des Mehrliniensystems geht auf Taylors Funktionsmeistersystem zurück.

## Merkmale
Aufgrund der Problemlage der US-Industrie Anfang des 20. Jahrhunderts bestand Taylors Bestreben darin, ein Leitungssystem zu schaffen, das eine Umgestaltung und Optimierung der industriellen Produktions- und Arbeitsprozesse ermöglichte.
Im ersten Schritt analysierte Taylor die bestehenden Arbeitsprozesse. Der Kern dieser Analyse und damit der Umgestaltung war

1. das Erstellen von Zeitstudien mit Hilfe einer Stoppuhr,

2. die Zerlegung der Arbeitsprozesse in einzelne Ablaufarten und

3. deren anschließende Neukombination.

Taylor war somit in der Lage, überflüssige Bewegungen zu ermitteln und diese auszuschalten. Des Weiteren wurden dadurch Einarbeitungs- und Erholungszeiten kalkulierbar.
Die Vorbereitung der Arbeit fand in einem zentralen Arbeitsbüro statt, in dem spezialisierte Mitarbeiter wesentliche Funktionen der früheren Werkstattmeister übernahmen. Zu nennen wären der Arbeitsverteiler, der Unterweisungsmeister und der Zeit- und Kostenkalkulator. Ergänzt wurde das Arbeitsbüro durch Funktionsmeister, wie dem Beaufsichtiger, dem Vorrichtungsmeister, dem Geschwindigkeitsmeister, dem Prüfmeister und dem Instandhaltungsmeister, die direkt in der Werkstatt tätig sein sollten und dafür Sorge zu tragen hatten, dass die Anleitungen durch die Arbeiter ausgeführt wurden.
Der wesentliche Unterschied im Vergleich zu den vorherigen Leitungssystemen mit nur einem Werkstattmeister, der für alles zuständig war, bestand in der Aufteilung der verschiedenen Leitungsfunktionen. Jeder der Funktionsmeister war für eine bestimmte Funktion (Methodenbereich) innerhalb des Betriebes zuständig und darauf spezialisiert. Dieses Prinzip bewirkte eine Mehrfachunterstellung der Mitarbeiter. Es wird auch als das Prinzip des kürzesten Weges bezeichnet, da die Mitarbeiter bei Auftauchen eines Problems nicht den starren Weg des Einliniensystems einhalten mussten, sondern sich direkt an den zuständigen Spezialisten wenden konnten.

### Vorteile
- Die Vorteile des Funktionsmeistersystems liegen darin, dass die Funktionsmeister auf ein bestimmtes Gebiet spezialisiert sind, was eine Qualitätssteigerung bewirkt.

- Ein weiterer Vorteil besteht in der Flexibilisierung der vertikalen Beziehungen. Mehrfachunterstellungen bewirken unter anderem kürzere Informationswege.

- Die Möglichkeit, anstelle hochqualifizierter Alleskönner auch angelernte Spezialisten in Leitungspositionen einzusetzen, war ein weiterer Vorteil.

### Nachteile
- Als Nachteile dieses Systems gelten die Probleme der Abgrenzung von Zuständigkeiten, da die Mitarbeiter nicht sicher wissen, an welchen Vorgesetzten sie sich fallweise zu wenden haben.

- Der größere Bedarf an Leitungskräften, der größere Abstimmungs- und Kommunikationsbedarf belasten den wirtschaftlichen Erfolg.

- Die Gefahr von Kompetenzkonflikten zwischen den Vorgesetzten, die Schwierigkeit der Fehlerzurechnung sowie die Entfremdung in den Vorgesetzten-Mitarbeiter-Beziehungen, belasten das Arbeitsklima.

## Anwendungsgebiete

### Historie
Obwohl die menschliche Arbeit Anfang des Jahrhunderts in den USA einen Engpassfaktor darstellte, war die Verbreitung des Funktionsmeistersystems in der Industrie dennoch gering. Wurde das System angewandt, dann nur in modifizierter Form.
Gründe dafür waren unter anderem der hohe Aufwand, den die Reorganisation der Betriebe erforderte, der Machtverlust der Manager und Unternehmer durch den Einsatz der Arbeitsbüros und die Angst vor Arbeiter- und Gewerkschaftsprotesten. Zusätzlich war das Funktionsmeistersystem nur für große Betriebe mit Serienfertigung geeignet. Auch in Deutschland fand das Scientific Management kaum in seiner Reinform, sondern in der durch REFA vorgenommenen Weiterentwicklung und Anpassung Verwendung.
Mit dem Beginn der Massenproduktion allerdings fanden Taylors Grundsätze Einzug in viele Industriebetriebe und sind dort heute noch ein wichtiger Bestandteil des Produktionsalltags. Henry Ford beispielsweise, der die Fließbandfertigung in der Automobilproduktion einsetzte, machte sich Taylors Erkenntnisse zu Nutze.

### Weiterentwicklung
Trotz fehlender Umsetzung des Funktionsmeistersystems in seiner Reinform stellt es ein wichtiges Gestaltungskonzept dar. Die Auswirkungen der Idee sind bis heute zu spüren, insbesondere was die Spezialisierung von Vorgesetztenfunktionen und die Flexibilisierung vertikaler Beziehungen innerhalb eines Unternehmens angeht. Das Konzept hat in abgeschwächter Form noch heute Gültigkeit.
Allgemein ist festzustellen, dass sich das Mehrliniensystem in seiner idealtypischen Ausprägung in der Praxis flexibler Prozessführung nicht bewährt hat. Komplexere Organisationsformen, wie zum Beispiel die Matrixorganisation, lassen eine mehrfache Ausrichtung der Leitungsfunktion erkennen. Hier erhält eine untergeordnete Stelle von zwei übergeordneten Stellen Anweisungen, wobei die eine Leitungsdimension methoden- oder funktionsorientiert ist, während die andere prozess- oder objektorientiert ist.

### Phasenteilung
Durchgesetzt hat sich die zeitliche Trennung von geistig vorbereitender Arbeit in der Planungs- oder Vorbereitungsphase und praktisch ausführender Arbeit von der Produktionsphase. Dann wird beispielsweise die Techniker- oder Meisterebene mit der vorlaufenden Planung betraut und die ausführende Werkerebene folgt den Vorgaben aus der zeitlich vorlaufenden Planung.
Diese Trennung kommt den verschiedenen Neigungen und dem intellektuellen Vermögen sowie der differenzierten Ausbildung von Menschen zu mehr praktischer oder mehr planender (theoretischer) Arbeit entgegen. Ebenso bietet sich die Phasenteilung an aufgrund der verschiedenen geeigneten Werkzeuge für die Planungsphase (Software und Computer) und der nachfolgenden Produktionsphase (Bearbeitungsmaschinen).
Diese Phasenteilung bietet sich für Serviceaufgaben (im Dienstvertrag oder im Werkvertrag) ebenso an wie für Produktionsaufgaben (im Liefervertrag oder Werkliefervertrag).